# Município de Lake (condado de Logan, Ohio)
O município de Lake (em inglês: Lake Township) é um município localizado no condado de Logan no estado estadounidense de Ohio. No ano de 2010 tinha uma população de 12.534 habitantes e uma densidade populacional de 389,43 pessoas por km².

## Geografia
O município de Lake encontra-se localizado nas coordenadas 40° 22′ 28″ N, 83° 45′ 05″ O. Segundo o Departamento do Censo dos Estados Unidos, o município tem uma superfície total de 32.19 km², da qual 32.16 km² correspondem a terra firme e (0.07%) 0.02 km² é água.

## Demografia
Segundo o censo de 2010, tinha 12.534 habitantes residindo no município de Lake. A densidade populacional era de 389,43 hab./km². Dos 12.534 habitantes, o município de Lake estava composto pelo 90.39% brancos, o 4.24% eram afroamericanos, o 0.22% eram amerindios, o 1.05% eram asiáticos, o 0.01% eram insulares do Pacífico, o 0.5% eram de outras raças e o 3.59% pertenciam a dois ou mais raças. Do total da população o 1.76% eram hispanos ou latinos de qualquer raça.